# Zelindopsis cornuta
Zelindopsis cornuta là một loài ruồi trong họ Tachinidae.